# Mustafa Kemal Kurdaş

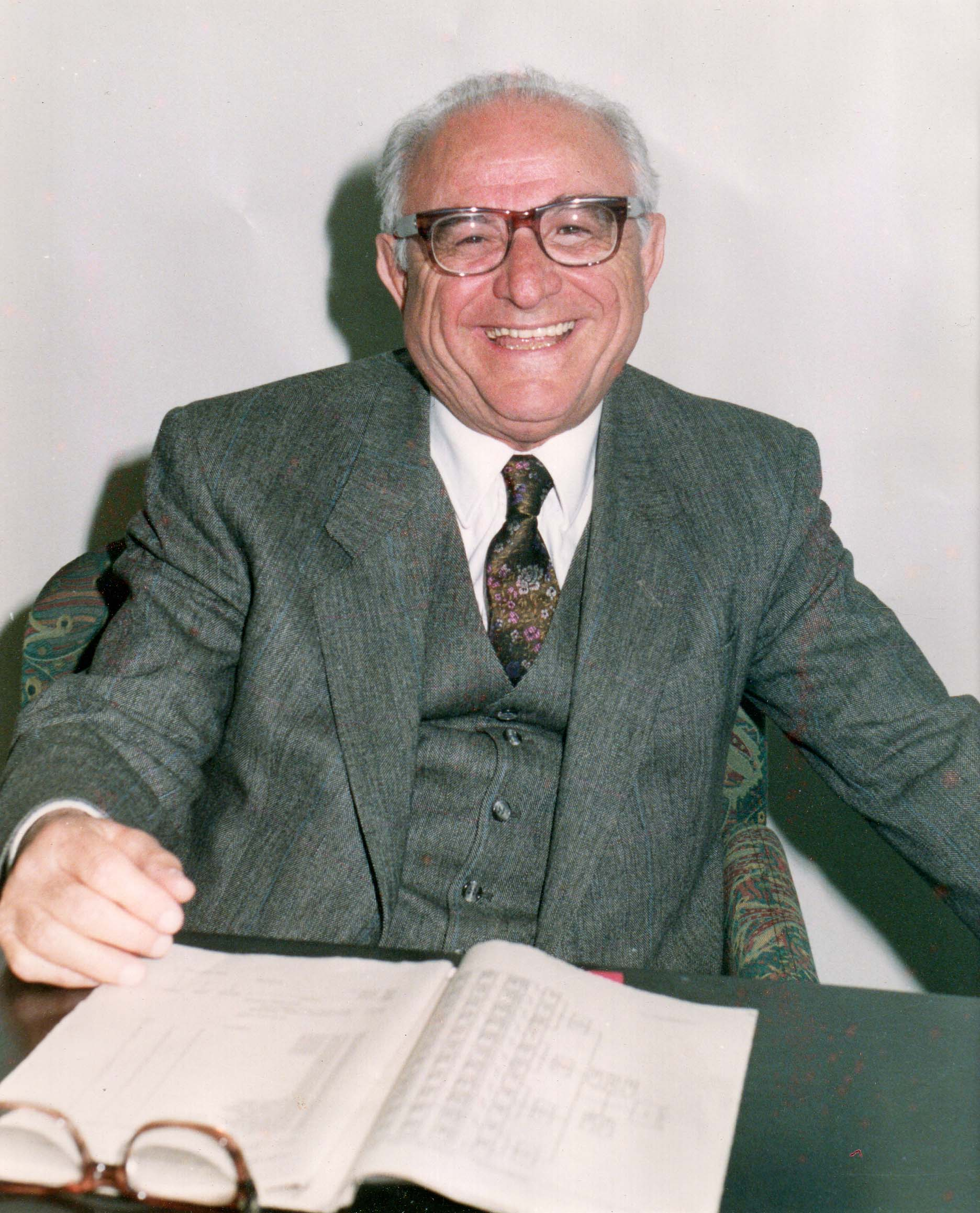
Kemal Kurdaş

Mustafa Kemal Kurdaş (* 1920 in Bursa; † 19. April 2011 in Istanbul) war ein türkischer Wirtschaftswissenschaftler. Er war Finanzminister seines Landes, für den IWF Berater lateinamerikanischer Regierungen und Präsident der Technischen Universität des Nahen Ostens. Außerdem engagierte er sich für das Kulturerbe der Türkei.

## Leben

### Kindheit und Jugend
Kurdaş kam 1920 als Sohn von Nachfahren türkischer Siedler aus Makedonien zur Welt. Kurdaş' Vorfahren waren mit der osmanischen Armee auf den Balkan gekommen und hatten sich dort niedergelassen. Kurdaş' Eltern Şevki Kadri und Sıdıka flohen 1912 während der Balkankriege nach Bursa. Sein Vater schloss sich dem nationalen Widerstand von Mustafa Kemal an, wurde aber während des Griechisch-Türkischen Kriegs von griechischen Soldaten gefangen genommen und saß dreieinhalb Jahre in Gefangenschaft. Mustafa Kemal, benannt nach Atatürk, war bei der Rückkehr des Vaters gerade vier Jahre alt. Şevki Kadri gründete ein kleines Unternehmen und stellte Rakı und Wein her. Doch mit der Einführung des staatlichen Monopols auf Alkohol war dem Unternehmen die Grundlage entzogen. Der Vater gab die Kinder in staatliche Obhut. Als Sohn eines Veteranen besuchte Kurdaş ein staatliches Internat. Bis zum Ende der Grundschule hatte er keinen Kontakt mehr zu seiner Familie. Bei seiner Rückkehr war der Vater gestorben und die Familie mittellos. Kurdaş besuchte weiterhin staatliche Internate und sah die Familie nur selten.

### Ausbildung und Karriere als Beamter
Nach dem Schulabschluss am Balıkesir Lisesi besuchte Kurdaş die Fakultät für Politikwissenschaften der Ankara Üniversitesi. Nach seinem Abschluss wurde er Rechnungsprüfer im Finanzministerium. Intensiv setzte er sich in dieser Zeit mit den Theorien John Maynard Keynes’ auseinander. In Istanbul lernte er Ayfer Oyal kennen. Das Paar heiratete 1950 und bekam drei Kinder.
Im Jahr 1951 sandte ihn die Regierung für ein Jahr in die türkische Botschaft nach London. Er nutzte die Gelegenheit und besuchte Kurse an der London School of Economics und beschäftigte sich intensiv mit dem Keynesianismus. Zurück in der Heimat stieg er bald auf und wurde Finanzinspektor. Mit 33 Jahren wurde er 1953 stellvertretender Leiter des Schatzamtes.
Aufgrund von starken Importzuwächsen war die Türkei Anfang der 1950er-Jahre nach dem Aufschwung nach dem Korea-Krieg in Schwierigkeiten geraten. Aufgrund des Verfalls der Weltmarktpreise für landwirtschaftliche Erzeugnisse brach das Wachstum 1953 ein. Die Importe fraßen die Devisenreserven auf. Die türkische Regierung hielt den Wert des türkischen Liras künstlich hoch, indem man den Kurs des Lira bei 2,8 Lira pro US-Dollar festschrieb. Die Inflation stieg massiv an. Das rasche Bevölkerungswachstum trieb die Ausgaben für Bildung und Infrastruktur weiter in die Höhe. In der Folge wuchs auch die Verschuldung der öffentlichen Hand. Kurdaş setzte sich für eine Abschwächung des Lira ein, um so die Exporte zu verbilligen und das Handelsbilanzdefizit zu verringern. Mehrfach versuchte er, die Regierung zu überzeugen, den Lira abzuwerten. Doch Menderes hielt an seiner Politik fest und verstärkte den Dirigismus noch: Menderes reagierte mit Preisfestsetzungen und verstärkter staatlicher Kontrolle der Ein- und Ausfuhr. Der Verfall der Weltmarktpreise für landwirtschaftliche Erzeugnisse brachte das Wachstum 1953 zum Erliegen und führte zu einem ernsthaften Handelsbilanzdefizit. 
In der Zwischenzeit war der Internationale Währungsfonds auf Kurdaş aufmerksam geworden und bot ihm 1956 eine Stelle an. Kurdaş nahm an, musste die Türkei aber fluchtartig verlassen. In einem Interview, das als Autobiographie erschien, erzählte er später, Ministerpräsident Menderes sei außer sich gewesen, dass sich der Kritiker abgesetzt hatte und wollte ihm die Staatsbürgerschaft entziehen lassen. Er durfte das Land nicht mehr betreten. 1958 wurde Kurdaş IWF-Berater für lateinamerikanische Regierungen. In der Folge reiste er durch Lateinamerika, studierte die Probleme des Kontinents und suchte nach Lösungen.

### Finanzminister
Ihr Jahr 1960 bereitete sich Kurdaş auf eine Reise nach Venezuela vor, als er erfuhr, dass das Militär in seiner Heimat geputscht hatte. Die neue Regierung bot Kurdaş das Amt des Finanzministers an. Auch wenn seine Frau in Amerika bleiben wollte, sagte Kurdaş zu und kehrte nach Ankara zurück. Am 26. Dezember 1960 trat er das neue Amt an.
Da der Staat nahezu zahlungsunfähig war, kürzte Kurdaş die Subventionen und Hilfszahlungen an staatliche Unternehmen stark. Die Steuereinnahmen steigerte er durch Gesetzesverschärfungen. Seine Bemühungen, den Lira abzuwerten, griffen aber nur langsam. Während seiner Zeit als Finanzminister wurden Menderes und zwei seiner Minister zum Tode verurteilt. Kurdaş war gegen die Todesurteile und versuchte auch, die Exekutionen zu verhindern. Doch das Militär setzte sich durch und die drei Regierungsmitglieder wurden 1961 hingerichtet.
Kurdaş war nie Mitglied einer Partei. Nach der Wahl zur Nationalversammlung in der Türkei 1961 schied er am 20. November 1961 aus der Regierung aus. 

### Universitätskarriere
Kurdaş wurde am 20. November 1961 Präsident der Technischen Universität des Nahen Ostens. Die Universität war erst 1956 zur Ausbilsdng von Ingenieuren, Architekten und Wirtschaftswissenschaftlern geschaffen worden. Als Kurdaş Präsident wurde, war die Universität noch klein und hatte nur vorübergehend Gebäude hinter dem Parlament in Ankara bezogen. Der Staat hatte der Universität bereits ein karges und bergies Gelände rund 40 Kilometer südwestlich der Stadt zugewiesen, doch ein erster Versuch, den neuen Campus zu erbauen, war gescheitert.
Kurdaş wollte das Gelände modern bebauen und um den Campus einen Wald pflanzen. Da für die Pläne nur wenig Geld vorhanden war, sammelte er Gelder bei internationalen Sponsoren ein. Anschließend organisierte er eine dreitägige Aktion mit Tausenden Studierenden und Freiwilligen zum Pflanzen von Bäumen, die er dem Forstministerium abgerungen hatte. Mehr als eine Million Bäume wurden gepflanzt.
Das junge Architektenpaar Behruz und Altuğ Çinici gewann den Wettbewerb für den neuen Campus. Die Pläne sahen Betongebäude vor, die architektonische Elemente osmanischer Architektur und anatolischer Häuser mit modernen westlichen Elementen kombinierten. Im Jahr 1995 erhielten Kurdaş, Çinici and Alattin Egemen, Direktor für Wiederaufforstung, den Aga Khan Award for Architecture. Die Laudatio lobte das einzigartige Wiederaufforstungsprojekt. Inzwischen waren mehr als 12 Millionen Bäume gepflanzt worden, darunter Eichen, Platanen, Mandelbäume und Pinien.
Ende November 1969 gab Kurdaş den Posten als Präsident der Universität ab. In den folgenden Jahren war er für zahlreiche Unternehmen als Vorstands- oder Aufsichtsratsmitglied aktiv.

## Einsatz für Kulturerbe
Kurdaş setzte sich früh für die Erforschung der Vor- und Frühgeschichte Anatoliens ein. Er begleitete Ausgrabungen auf dem Universitätsgelände in Yalıncak und initiierte mit dem ODTÜ Arkeoloji Müzesi ein Museum für die gefundenen Artefakte an seiner Universität. Die Funde wurden mit einem Vorwort von Kurdaş publiziert. Als die Keban-Talsperre gebaut wurde und die Region zu überschwemmt werden drohte, setzte sich Kurdaş für die Notgrabungen auch bei Ministerpräsident Demirel ein.
Als bei Göbekli Tepe bei Ausgrabungen ein 11.000 Jahre altes Steinzeitheiligtum gefunden wurde, sah Kurdaş die These bestätigt, dass Anatolien die Wiege der Zivilisation sei. Noch kurz vor seinem Tod wollte er Geld sammeln für eine Serie von Büchern über die Funde. Das erste Buch der Reihe ist ihm gewidmet.

## Werke (Auswahl)
Kurdaş veröffentlichte zahlreiche Bücher und Aufsätze zu Wirtschaftswissenschaften, aber auch zur Technischen Universität des Nahen Ostens und zur Archäologie in der Türkei.
- Yassıhöyük: A village study. Orta Doğu Teknik Üniversitesi, CRL, Ankara 1965
- Ekonomik politikada bilim ve sağduyu. Ekonomik ve Sosyal Yayınları, Formül Matbaası, Istanbul 1979
- Ekonomik politika üzerine incelemeler-yorumlar. Beta Basım Yayım Dağıtım, Istanbul 1994
- ODTÜ yıllarım: "bir hizmetin hikayesi". ODTU Gelistirme Vakfı, Ankara 1998
- Bitmeyen gaflet ve Türkiye ekonomisinin çöküşü. METU Press, Ankara 2003
- mit Nezih Başgelen: Yeni bulgu buluntulariyla Göbekli tepe : bu sayimiz Kemal Kurdaş'in aziz anisina ithaf edilmiştir. Arkeoloji ve Sanat, Istanbul 2011